# Concerto Suite for Electric Guitar and Orchestra
Concerto Suite for Electric Guitar and Orchestra е студиен албум на китариста Ингви Малмстийн, издаден през 1998 г. Това е първият му проект за класическа концертна сюита, съчетана с китарни сола. Музиката е изпълнена от чешката филхармония, която е дирижирана от Йоел Леви.
Малмстийн изрично подчертава, че за разлика от други проекти на рок музиканти и класически оркестри (например „Металика“ и албума със симфоничния оркестър на Сан Франциско или Concerto for Group and Orchestra на „Дийп Пърпъл“), които представляват рок група, свиреща с оркестрален акомпанимент, това е оркестрална музика, в която като солов инструмент е включена електрическа китара.
Целият албум е изпълнен на живо в Япония от Новата японска филхармония.